# Salvia pomifera
Espèce
Salvia pomifera, la sauge pomifère ou sauge de Crète, est une espèce de plantes à fleurs dicotylédones de la famille des Lamiaceae, originaire de Grèce et de Turquie.
Cette plante, fortement aromatique, est, avec Salvia officinalis et Salvia fruticosa, l'une des trois espèces de sauges utilisées en Grèce comme aromate ou ingrédients de remèdes populaires.

## Taxinomie
Cette espèce présente une grande variabilité morphologique qui a conduit les premiers taxonomistes à distinguer, d'après les différences de formes des feuilles et du calice, deux espèces, à savoir Salvia pomifera L. et Salvia calycina Sm.
Par la suite le botaniste écossais Hedge a fusionné, en 1982, ces deux taxons en une seule espèce, Salvia pomifera, tandis que d'autres auteurs les ont maintenus sous forme de sous-espèces.

### Synonymes
Selon The Plant List (5 mars 2019) :
- Crolocos pomifera (L.) Raf.
- Salvia calycina Sibth. & Sm.[3]
- Salvia fragifera Etl.
- Salvia pomifera subsp. pomifera

### Liste des sous-espèces
Selon Tropicos (5 mars 2019) (Attention liste brute contenant possiblement des synonymes) :
- Salvia pomifera subsp. calycina Hayek
- Salvia pomifera subsp. pomifera

## Étymologie
L'épithète spécifique, « pomifera », signifiant « qui porte des fruits », fait probablement référence aux galles qui se forment sur les tiges de cette plante.

## Description
Salvia pomifera est un sous-arbrisseau très ramifié, aux tiges ligneuses à section carrée, pouvant atteindre un mètre, voire 1,6 mètre de haut.
Les feuilles au limbe ovoïde arrondi ou cordé à la base, sont longues de 5 à 8 cm, ridées et densément velues lorsqu'elles sont jeunes.
Toutes les parties aériennes de la plante sont couvertes de trichomes glandulaires qui sécrètent les huiles essentielles. Ces trichomes sont de deux types : ce sont soit des poils glandulaires capités consistant en une tige uni-, bi- ou multicellulaire et une tête sécrétrice uni- ou bicellulaire, soit des poils glandulaires peltés consistant en une tige unicellulaire et une tête multicellulaire (comprenant jusqu'à 12 cellules).
Les fleurs bleu-violet ont souvent un calice rougeâtre. Salvia pomifera se distingue par le calice membraneux-réticulé bilabié. La lèvre supérieure de ce calice est entière, sinueuse ou brièvement tri-mucronée, tandis que les lobes de la lèvre inférieure sont obtus, émarginés ou mucronés.
Cette plante se singularise par la formation de protubérances charnues, fermes, de 2 cm d'épaisseur, qui se développent sur les branches.
C'est une espèce diploïde (2n = 2x = 14).

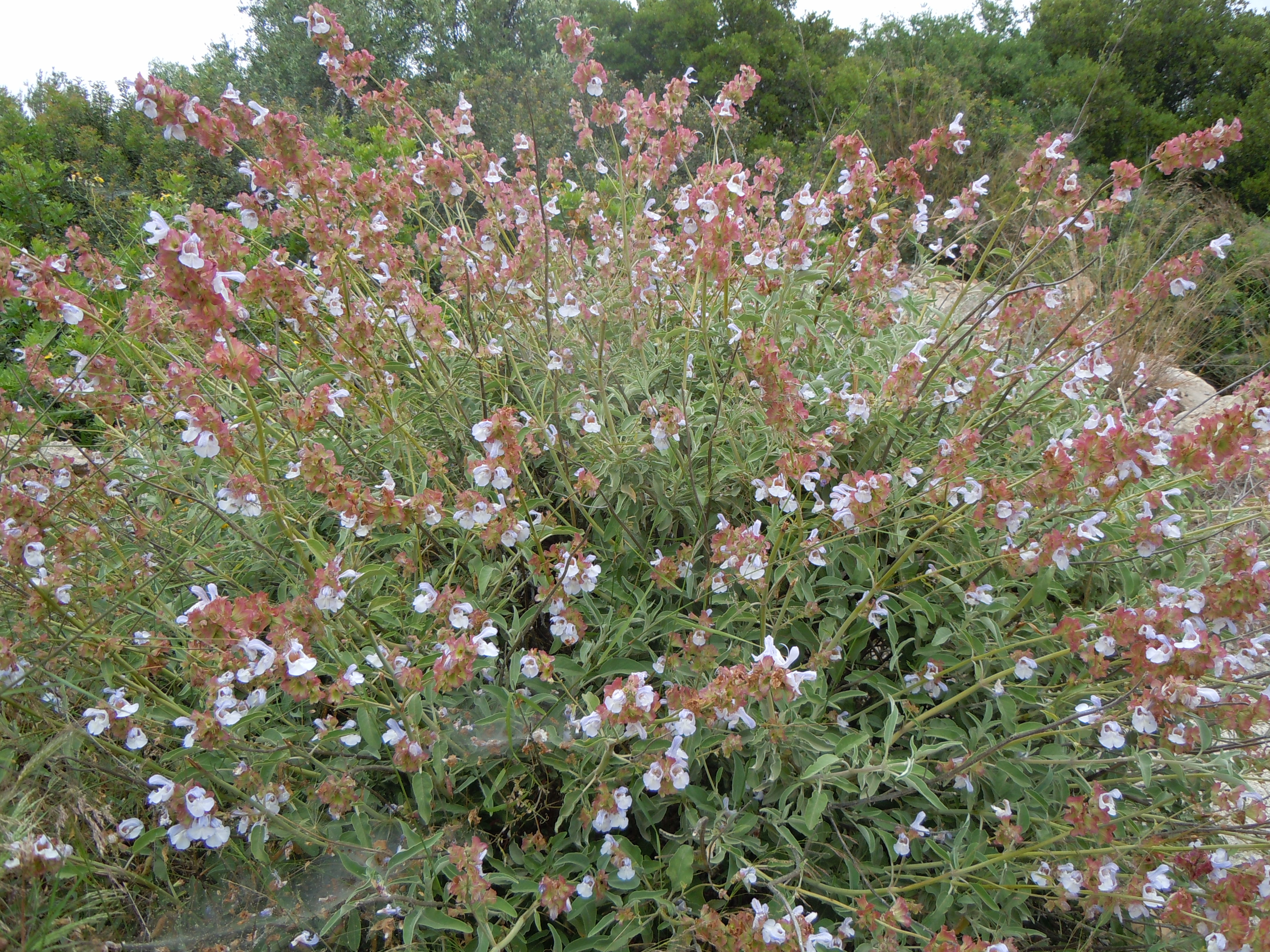
Vue générale.
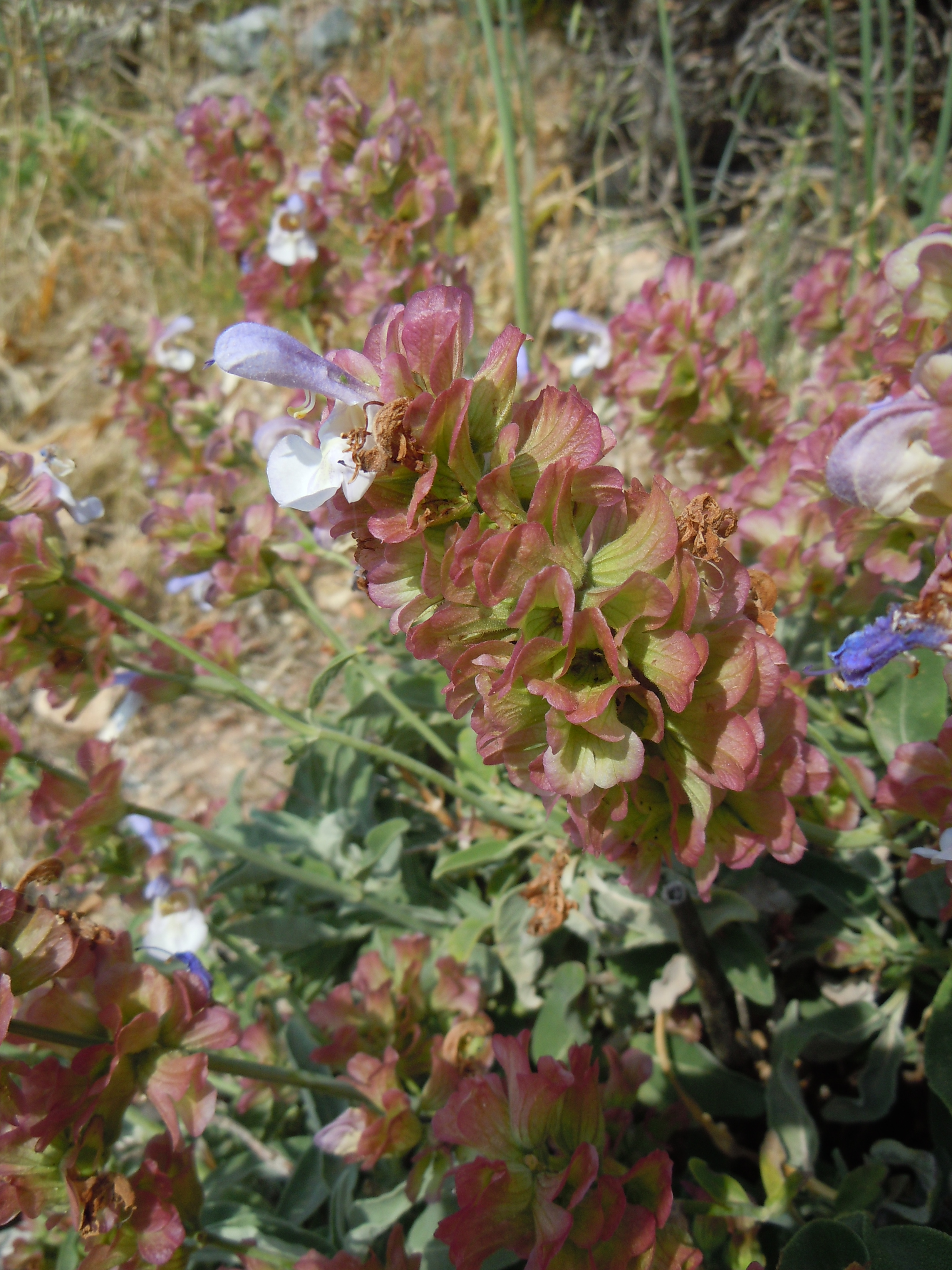
Calice rougeâtre de Salvia pomifera.
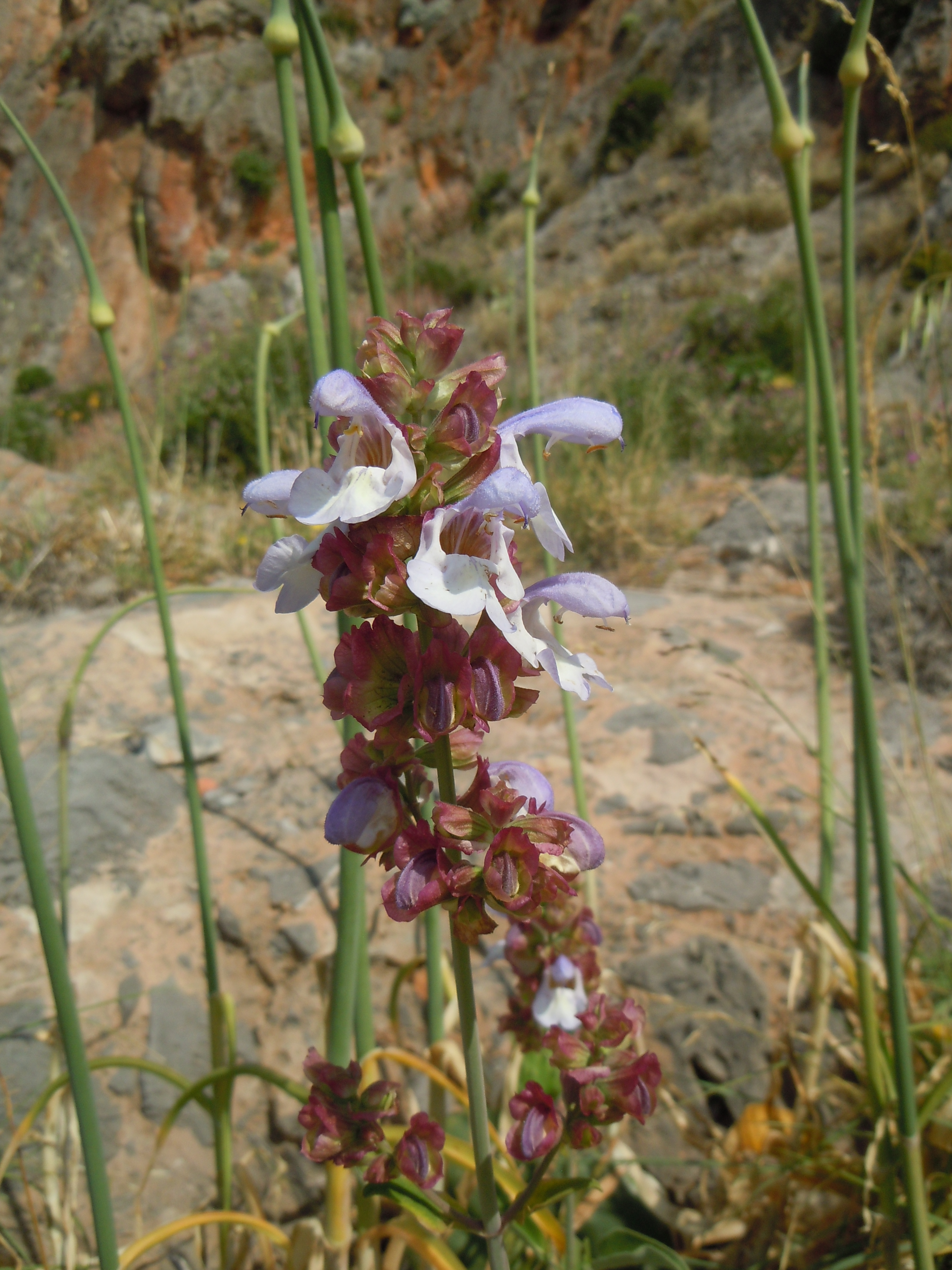
En fin de floraison.

## Distribution et habitat
L'aire de répartition de Salvia pomifera s'étend dans le sud-est de la Grèce continentale, à des altitudes inférieures à 1350 mètres, et dans les îles de la mer Égée, y compris la Crète, et dans le sud-ouest de l'Anatolie. L'espèce est assez commune dans certaines des îles grecques, notamment la Crète et Syros où elle peut atteindre la taille d'un petit arbuste. On la trouve souvent en compagnie de Salvia fruticosa dans les îles Égéennes et le sud du Péloponnèse
La sous-espèce Salvia pomifera subsp. pomifera est endémique de la Grèce avec une répartition limitée à la partie ouest de la Crète et à la petite île de Cythère, tandis que la sous-espèce calycina a une distribution plus large incluant le sud et l'est de la Grèce continentale, les îles de la mer Égée et l'ouest de l'Anatolie. Une forme intermédiaire entre les deux sous-espèces a été signalée à Cythère et dans le Péloponnèse proche.

La plante pousse sur les pentes rocheuses, les falaises calcaires, formant des populations étendues dans les maquis et garrigues (phryganas) ainsi que dans les clairières des forêts de pins,.

## Composés chimiques
La sauge de Crète a une saveur et une odeur plus puissante que la sauge de jardin commune, intermédiaire entre celles de la lavande et la sauge. La teneur en huiles essentielles de Salvia pomifera varie de 1,3 à 4,2 %. Comme chez les autres sauges de Grèce, les principaux composants sont les suivants :  1, 8-cinéole, α- + ß-thuyone et camphre. Salvia pomifera se distingue par sa forte teneur en thuyones, comprise entre 58,7 % et 83,0 % du total des huiles essentielles.

## Utilisation

### Plante alimentaire
Des galles se forment sur les tiges à la suite de piqûres de guêpes du genre Cynips comme c'est le cas pour les galles du chêne. Ces galles, semi-transparentes, comme de la gelée, sont vendues sur les marchés sous le nom de « pommes de sauge ». Elles peuvent être confites en les cristallisant dans du sucre et transformées en une sorte de confiserie considérée comme un mets délicat par les Grecs. Elles sont également réputées posséder des qualités curatives et salutaires.

### Plante ornementale
La plante est aussi cultivée comme plante de rocaille (plante ornementale).

### Plante médicinale
Les feuilles sont récoltées chaque année, séchées et utilisées en médecine populaire sous forme d'infusion. Les Grecs sont précis sur les modalités de la récolte : le 1er mai avant le lever du soleil. L'infusion provoque une transpiration abondante, une langueur et même un malaise si elle est utilisée à l'excès.